# Lambia
Lambia es un género monotípico de algas, perteneciente a la familia Bryopsidaceae. Su única especie es: Lambia antarctica.